# Rebecca Gayheart

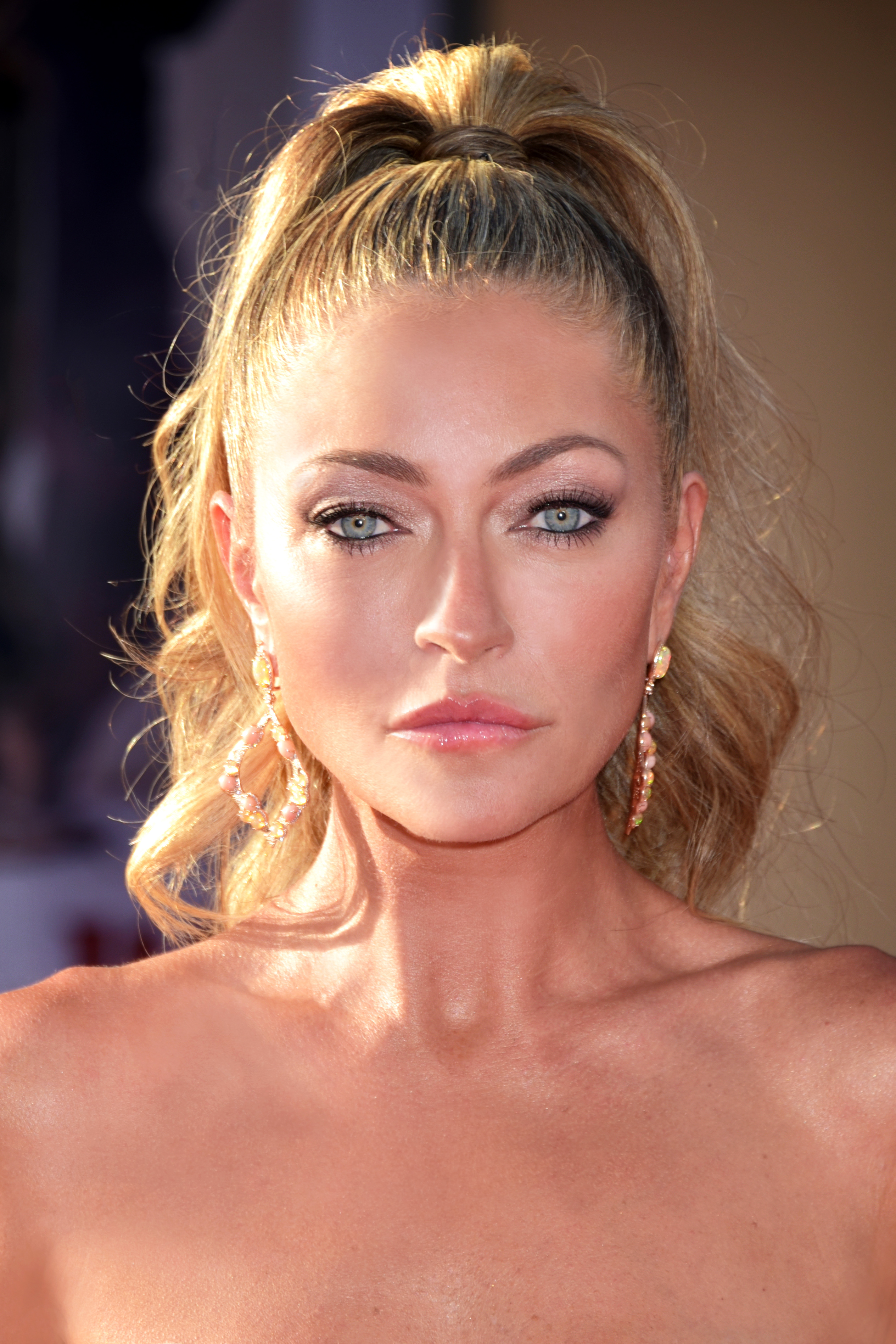
Rebecca Gayheart (2019)

Rebecca Gayheart (* 12. August 1971 in Hazard, Kentucky) ist eine US-amerikanische Schauspielerin und ein ehemaliges Model.

## Leben und Karriere
Rebecca Gayheart wuchs im kleinen Ort Pine Top, Knott County, Kentucky auf. Sie ist die Tochter eines Kohlebergwerkarbeiters. Mit 15 Jahren zog sie nach New York City, wo sie ihre Ausbildung an der „New York’s Professional Children’s School“ und dem Lee Strasberg Institute abschloss. Ab diesem Zeitpunkt begann sie ihre Karriere als Schauspielerin und Model.
Ab 1991 stieg ihr Bekanntheitsgrad durch das Auftreten in einer Reihe von Werbespots für die Hautcreme „Noxzema“. 1992 spielte sie erstmals in der US-amerikanischen Fernsehserie Loving mit. Neben Auftritten in der auch in Deutschland bekannten Serie Beverly Hills, 90210 spielte sie Hauptrollen in den Serien Earth 2 (1994), Wasteland (1999) und Dead Like Me – So gut wie tot (2003). Seit März 2005 spielte sie im Broadway-Stück Magnolien aus Stahl von Robert Harling.
Am 13. Juni 2001 war Gayheart in einen Verkehrsunfall in Los Angeles verwickelt, in dessen Folge ein neunjähriger Junge starb. Aufgrund fahrlässiger Tötung wurde sie verurteilt. Seit 2004 ist sie mit dem Schauspielkollegen Eric Dane verheiratet. Sie reichte 2018 die Scheidung ein, welche 2025 zurückgezogen wurde, da sie wieder ein Paar wurden. Die beiden sind Eltern von zwei Töchtern (* 2010 und * 2011).

## Filmografie (Auswahl)

### Filme
- 1990: Whatever Happened to Mason Reese
- 1994: Der Sohn der untergehenden Sonne (Bruderkrieg)
- 1996: Somebody Is Waiting
- 1997: Lethal Invasion – Attacke der Alien-Viren (Invasion, Fernsehfilm)
- 1997: Nix zu verlieren (Nothing to Lose)
- 1997: Scream 2
- 1998: Hairshirt
- 1998: Düstere Legenden (Urban Legend)
- 1999: Puppet
- 1999: Der zuckersüße Tod (Jawbreaker)
- 2000: From Dusk Till Dawn 3 – The Hangman’s Daughter (From Dusk Till Dawn 3: The Hangman’s Daughter)
- 2000: Shadow Hours
- 2000: Düstere Legenden 2 (Urban Legends 2: Final Cut)
- 2001: Doppelgänger (Doppelganger, Kurzfilm)
- 2001: Harvard Man
- 2002: Pipe Dream – Lügen haben Klempnerbeine (Pipe Dream)
- 2004: Santa’s Slay – Blutige Weihnachten (Santa’s Slay)
- 2005: Ein Geschenk fürs Leben (The Christmas Blessing) (Fernsehfilm)
- 2013: G.B.F.
- 2017: Grey Lady
- 2019: Once Upon a Time in Hollywood

### Serien
- 1993: Loving
- 1994–1995: Earth 2 (21 Episoden)
- 1995: Beverly Hills, 90210 (8 Episoden)
- 1996: Sliders – Das Tor in eine fremde Dimension (Sliders) (Time Again and World, 1 Episode)
- 1999: Wasteland (13 Episoden)
- 2003: Hallo Holly (What I Like About You, 1 Episode)
- 2003: Dead Like Me – So gut wie tot (Dead Like Me) (5 Episoden)
- 2004–2006: Nip/Tuck – Schönheit hat ihren Preis (Nip/Tuck) (5 Episoden)
- 2006: Vanished (13 Episoden)
- 2007: CSI: Miami (Burned, 1 Episode)
- 2007: Ugly Betty (A Tree Grows in Guadalajara, 1 Episode)
- 2009: The Cleaner (An Ordinary Man, 1 Episode)
- 2018: Chic Mama Drama (1 Episode)